# San Pedro de Macorís (província)
San Pedro de Macorís és una província de la República Dominicana. La seva capital, amb el mateix nom, es troba molt a prop de la capital nacional Santo Domingo i té una important indústria de sucre. La província és també coneguda com a San Pedro, SPM o Serie 23 pels primers dos números de la seva identificació Dominicana o Cedula.
Els ciutadans de San Pedro de Macorís són anomenats petromacorisanos. Durant les festes de carnaval, els diables (Guloyas/ Buloyas) tendeixen a desgastar fuetes (fuets), aspecte relacionat amb l'agricultura de bestiar tradicional de la regió.
Des del de 20 de juny de 2006, la província està dividida en els següents municipis i districtes (D.M.):
- Consuelo
- Guayacanes
- Quisqueya
- Ramón Santana
- San José de los Llanos, districtes municipals: Gautier, El Puerto
- San Pedro de Macorís, capital de província

Llista dels municipis i els districtes municipals amb la seva població segons el cens de 2012.
| Nom                                  | Població total | Població urbana | Població rural |
| ------------------------------------ | -------------- | --------------- | -------------- |
| Consuelo                             | 36.588         | 28.063          | 8.525          |
| Guayacanes                           | 37.889         | 37.144          | 745            |
| Quisqueya                            | 24.885         | 16.316          | 8.569          |
| Ramon Santana                        | 16.548         | 2.569           | 13.979         |
| San José de los Llanos               | 38.989         | 7.856           | 31.133         |
| San Pedro de Macorís                 | 263.951        | 218.055         | 45.896         |
| Total San Pedro de Macorís província | 418.850        | 310.003         | 108.847        |